# Oleg Szatow
Oleg Aleksandrowicz Szatow (ros. Олег Александрович Шатов, ur. 29 lipca 1990 w Niżnym Tagile) – piłkarz rosyjski grający na pozycji ofensywnego pomocnika w Rubinie Kazań.

## Kariera klubowa
Swoją karierę piłkarską Szatow rozpoczął w klubie Urał Jekaterynburg. W 2007 roku awansował do kadry pierwszego zespołu i w tamtym sezonie zadebiutował w nim w Pierwszej Dywizji. W sezonie 2008 stał się podstawowym zawodnikiem Urału. Grał w nim do końca 2011 roku. Na początku 2012 roku Szatow przeszedł do grającego w Priemjer-Lidze, Anży Machaczkała. W Anży swój debiut zaliczył 18 marca 2012 roku w przegranym (0:1) wyjazdowym meczu z Lokomotiwem Moskwa. 19 sierpnia 2012 w domowym spotkani z Zenitem Petersburg strzelił swojego pierwszego gola w rosyjskiej Priemjer-Lidze.
W 2013 został piłkarzem Zenita Sankt Petersburg, którego barwy reprezentował do 2020 roku, z krótką przerwą na wypożyczenie do FK Krasnodar. 
Od sierpnia 2020 jest piłkarzem Rubina Kazań.

## Kariera reprezentacyjna
W reprezentacji Rosji zadebiutował 6 lutego 2013 roku w towarzyskim meczu z Islandią (2:0), rozegranym w Marbelli. W 46. minucie tego meczu zmienił Aleksandra Aniukowa, a w 66. minucie zdobył drugą bramkę dla rosyjskiej drużyny.